# Caecognathia nieli
Caecognathia nieli är en kräftdjursart som beskrevs av Jörundur Svavarsson 2006. Caecognathia nieli ingår i släktet Caecognathia och familjen Gnathiidae. Inga underarter finns listade i Catalogue of Life.